# Elsa Lindenberg
Elsa Lindenberg (* 1906; † 6. November 1990) war eine deutsche Tänzerin, Tanzpädagogin, Choreografin und Tanztherapeutin.

## Leben
1919 begann Elsa Lindenberg ihre Ausbildung in Berlin.
1925 schrieb sie sich in der Schule von Hertha Feist ein und studierte dort Tanz und „körperbetonte Bewegungslehre“ nach Laban. 1927 schloss sie diese Ballettausbildung erfolgreich ab.
Des Weiteren war sie vor und nach dem Zweiten Weltkrieg eine Schülerin von Elsa Gindler, die damals in Berlin die Gymnastikschule im Rahmen der Lebensreform nachhaltig veränderte.
1927 bis 1933 tanzte sie im Ballettensemble der Städtischen Oper Berlin (heute Deutsche Oper Berlin).
1932 lernte sie Wilhelm Reich kennen und begann eine Liebesbeziehung mit ihm. Reich war damals noch mit Annie Reich verheiratet, ließ sich jedoch 1933 wegen Elsa Lindenberg von ihr scheiden.
Am 21. April 1933 wurde Elsa Lindenberg nach dem Gesetz zur Wiederherstellung des Berufsbeamtentums formal aus der Ballettgruppe ausgeschlossen. Ihr wurde „staatsschädigendes Verhalten“ vorgeworfen. Elsa Lindenberg war politisch links orientiert und kämpfte zusammen mit Ruth Abramowitsch und Ilse Larede gegen die Nationalsozialisten. Einem bereits gegen sie ausgestellten Haftbefehl und der Durchsuchung ihrer Wohnung entgingen Lindenberg und Reich gerade noch rechtzeitig durch ihre gemeinsame Flucht nach Dänemark.
Zusammen mit Reich begab sie sich in den folgenden Jahren auf Lesungsreisen in Skandinavien.
Von 1935 bis 1939 arbeitete sie am „Arbeiderteatret“ in Oslo.
1939 trennte sich Elsa Lindenberg von Wilhelm Reich, der in die USA emigrierte, sie selber blieb in Oslo.
Aufgrund von Ermittlungen der Geheimen Staatspolizei sah sich Elsa Lindenberg gezwungen, eine Zweckehe mit einem Norweger einzugehen.
1944 galt sie in Deutschland als gesuchte Person (und Staatsfeindin), weshalb sie bis zum Kriegsende in Schweden untertauchte.
1945 kehrte sie nach Oslo zurück, wurde aber als Deutsche verfolgt.
Später wurde sie von der norwegischen Regierung rehabilitiert und erhielt eine staatliche Pension.

## Leistungen
Elsa Lindenberg war eine der ersten deutschen Tänzerinnen in Skandinavien, die den „Modernen Ausdruckstanz“ praktizierte und unterrichtete.
Reich ermutigte sie, auch therapeutisch mit den Tanzenden zu arbeiten, was sie zu einer Pionierin der Tanztherapie machte.
Auf der anderen Seite war sie wohl maßgeblich an der Entstehung von Reichs Vegetotherapie mitbeteiligt, die später als ein Grundstein der Körperpsychotherapie gewertet wurde. Vor seinem Zusammensein mit Elsa Lindenberg hatte Wilhelm Reich rein psychoanalytisch gearbeitet.